# Tamponade
Eine Tamponade bezeichnet in der Medizin die Ausfüllung von natürlichen oder künstlichen Hohlräumen oder Öffnungen mit einem Tampon (französisch ‚Pfropf‘, ‚Bausch‘, ‚Stöpsel‘), zumeist aus Verbandmaterial (Gaze). Dies dient zumeist der Blutstillung. Der Füllstoff wird ebenfalls Tamponade genannt.
Darüber hinaus wird auch das Ausfüllen einer Körperhöhle mit Blut oder Blutgerinnseln mit diesem Begriff bezeichnet.

## Beispiele
- Nasentamponade
nach HNO-Operation (besonders an den Nasennebenhöhlen zur Blutstillung)
- Wundtamponade
bei sekundär verheilenden Wunden („von unten zugranulieren lassen“)
- Herzbeuteltamponade
Flüssigkeits- bzw. Blutansammlung in der Perikardhöhle
- Blasentamponade
Ausfüllen der Harnblase mit Blutgerinnseln mit Folge des Harnverhalts
- Zystentamponade
Ausfüllen der hinterlassenen Höhle nach der Operation